# Бійський район
Бі́йський район (рос. Бийский район) — район у складі Алтайського краю Російської Федерації.
Адміністративний центр — місто Бійськ, яке не входить до складу району і утворює окремий Бійський міський округ.

## Історія
Район утворений 27 травня 1924 року. Ліквідований 19 вересня 1939 року, територія увійшла до складу Зонального району. Відновлений 1 лютого 1963 року як укрупнений район, утворений з територій Зонального, Красногорського, Солтонського та частини території Марушинського районів.

## Населення
Населення — 31314 осіб (2019; 34067 в 2010, 35740 у 2002).

## Адміністративний поділ
Район адміністративно поділяється на 15 сільських поселень (сільських рад):
| Поселення                        | Площа, км² | Населення, осіб (2002) | Населення, осіб (2010) | Населення, осіб (2019) | Центр           | Населені пункти |
| -------------------------------- | ---------- | ---------------------- | ---------------------- | ---------------------- | --------------- | --------------- |
| Большеугреньовська сільська рада | 122,06     | 930                    | 894                    | 763                    | Большеугреньово | 1               |
| Верх-Бехтемірська сільська рада  | 183,09     | 1102                   | 1006                   | 932                    | Верх-Бехтемір   | 1               |
| Верх-Катунська сільська рада     | 164,42     | 4008                   | 3872                   | 3285                   | Верх-Катунське  | 4               |
| Єнісейська сільська рада         | 129,22     | 1591                   | 1544                   | 1398                   | Єнісейське      | 1               |
| Зоринська сільська рада          | 108,23     | 1691                   | 1629                   | 1487                   | Зоря            | 3               |
| Калінінська сільська рада        | 86,78      | 1096                   | 1082                   | 991                    | Стан-Бехтемір   | 1               |
| Лісна сільська рада              | 66,15      | 2168                   | 2280                   | 2227                   | Лісне           | 2               |
| Малоєнісейська сільська рада     | 71,62      | 2993                   | 2900                   | 2653                   | Малоєнісейське  | 2               |
| Малоугреньовська сільська рада   | 76,53      | 3202                   | 3395                   | 3422                   | Малоугреньово   | 3               |
| Новиковська сільська рада        | 216,02     | 1745                   | 1545                   | 1320                   | Новиково        | 3               |
| Первомайська сільська рада       | 200,28     | 6358                   | 6301                   | 6448                   | Первомайське    | 5               |
| Світлоозерська сільська рада     | 107,63     | 1816                   | 1711                   | 1508                   | Світлоозерське  | 3               |
| Сростинська сільська рада        | 234,76     | 3376                   | 2992                   | 2801                   | Сростки         | 3               |
| Усятська сільська рада           | 214,27     | 1834                   | 1640                   | 1184                   | Усятське        | 3               |
| Шебалінська сільська рада        | 191,94     | 1711                   | 1276                   | 895                    | Шебаліно        | 2               |

## Найбільші населені пункти
Нижче подано список населених пунктів з чисельністю населенням понад 1000 осіб:
| №  | Населений пункт | Населення, осіб (2002) | Населення, осіб (2010) |
| -- | --------------- | ---------------------- | ---------------------- |
| 1  | Первомайське    | 5279                   | 5303                   |
| 2  | Верх-Катунське  | 3033                   | 2925                   |
| 3  | Сростки         | 3073                   | 2754                   |
| 4  | Малоугреньово   | 2121                   | 2321                   |
| 5  | Малоєнісейське  | 2316                   | 2270                   |
| 6  | Лісне           | 2108                   | 1991                   |
| 7  | Єнісейське      | 1591                   | 1544                   |
| 8  | Шебаліно        | 1563                   | 1247                   |
| 9  | Новиково        | 1367                   | 1233                   |
| 10 | Світлоозерське  | 1339                   | 1221                   |
| 11 | Усятське        | 1215                   | 1100                   |
| 12 | Стан-Бехтемір   | 1096                   | 1082                   |
| 13 | Верх-Бехтемір   | 1102                   | 1006                   |